# Парк
Парк (от средневекового лат. parricus — «отгороженное место») — земельный участок с естественной или специально посаженной растительностью, обустроенными дорогами, аллеями, водоёмами, предназначенная для отдыха и прогулок открытая озеленённая территория, с продуманным ландшафтным дизайном, подчиняющимся рельефу местности. Как правило, парки содержатся государством (чистка водоёмов, уборка территории, оформление деревьев и кустарников) и предоставляются для отдыха всем желающим.

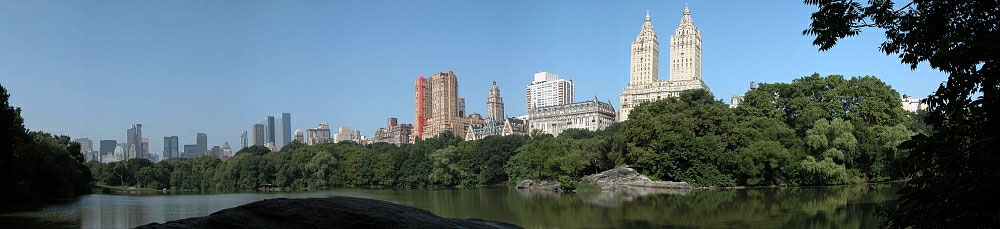
Панорама Центрального парка в Нью-Йорке

## История парков
Садово-парковое искусство зародилось в Китае (Сучжоу), а затем в эпоху барокко было привнесено во Францию (регулярный парк). В XVIII веке на волне романтизма появился пейзажный парк. Общедоступные городские парки появились в Европе только в начале XIX века. Одним из первых таких парков стал Английский парк в Мюнхене.

## Типы парков
- Английский парк (пейзажный парк)

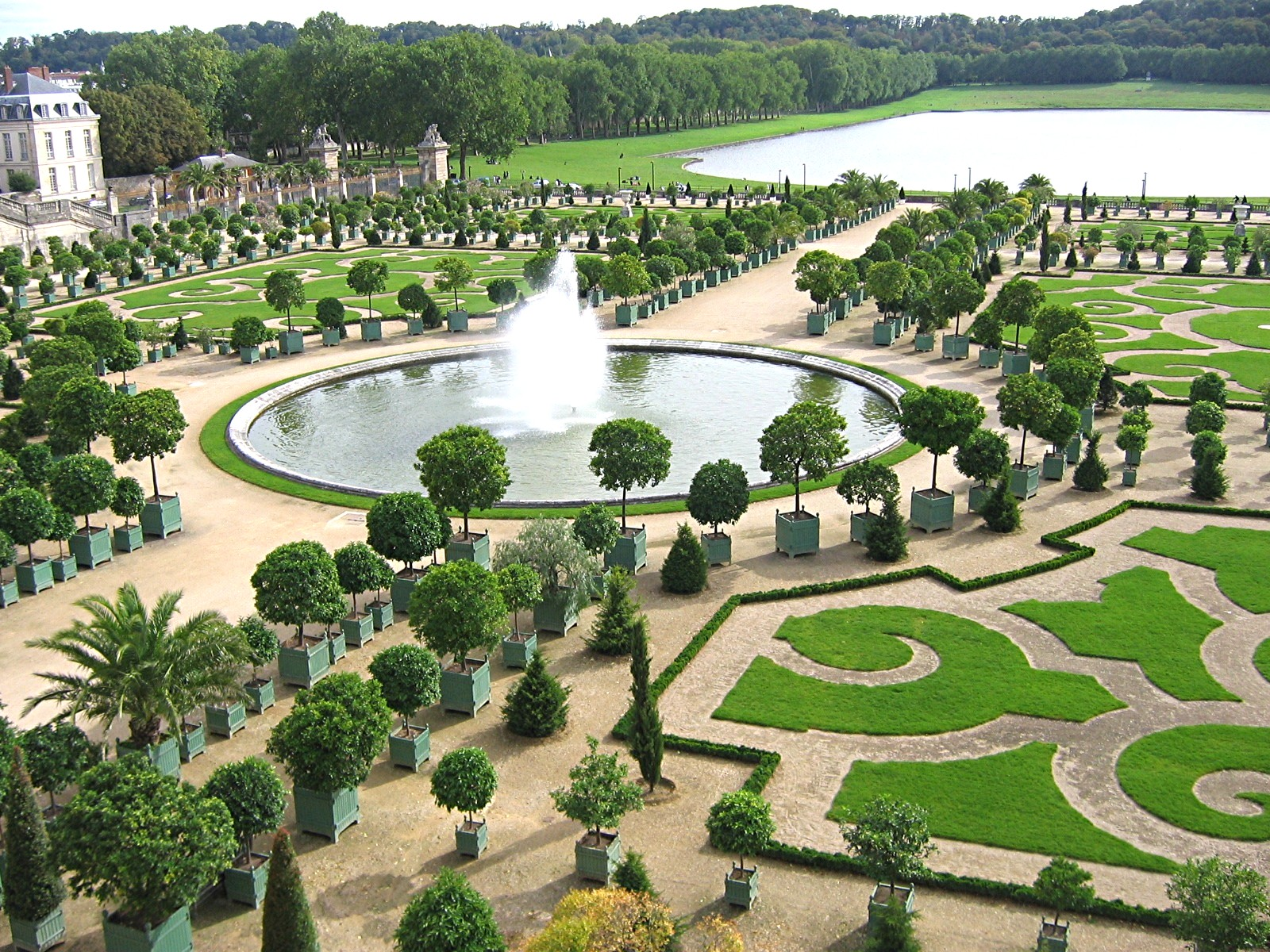
Парк в Версале, типичный французский парк

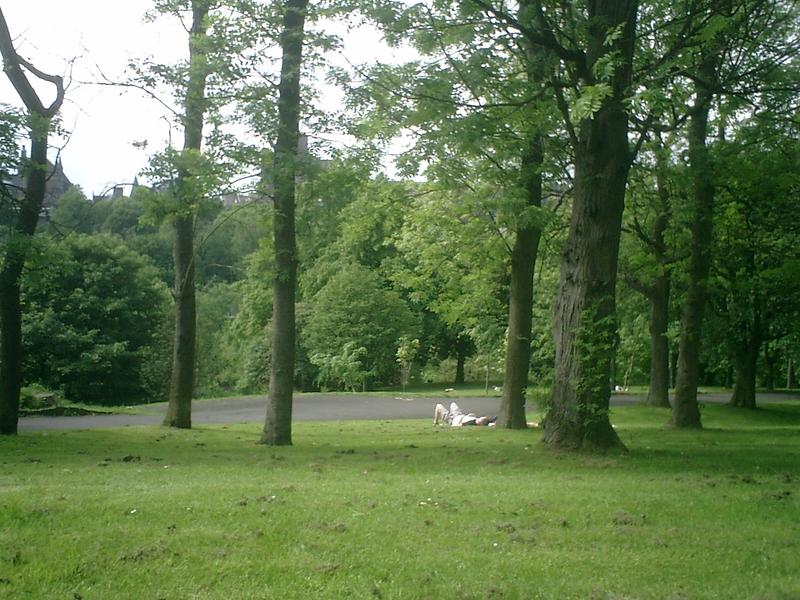
Парк Кельвингроув в Глазго

- Французский парк (регулярный парк)

А также:
- Природный парк
- Ботанический парк
  - Дендропарк
- Зоологический парк
- Лесопарк
- Мини-парк
- Национальный парк
- Парк культуры и отдыха
  - Парк развлечений
  - Парк скульптур
  - Ландшафтный парк

Существует традиция французского парка, основанного на параллельности и симметрии (как правило, такие парки устраивались при дворцах и замках), и более позднего английского парка, стремящегося к природности и естественности композиции.

## Элементы парка
Аллеи, беседки, скамейки, водоёмы, павильоны.